# Powstanie Niemców sudeckich

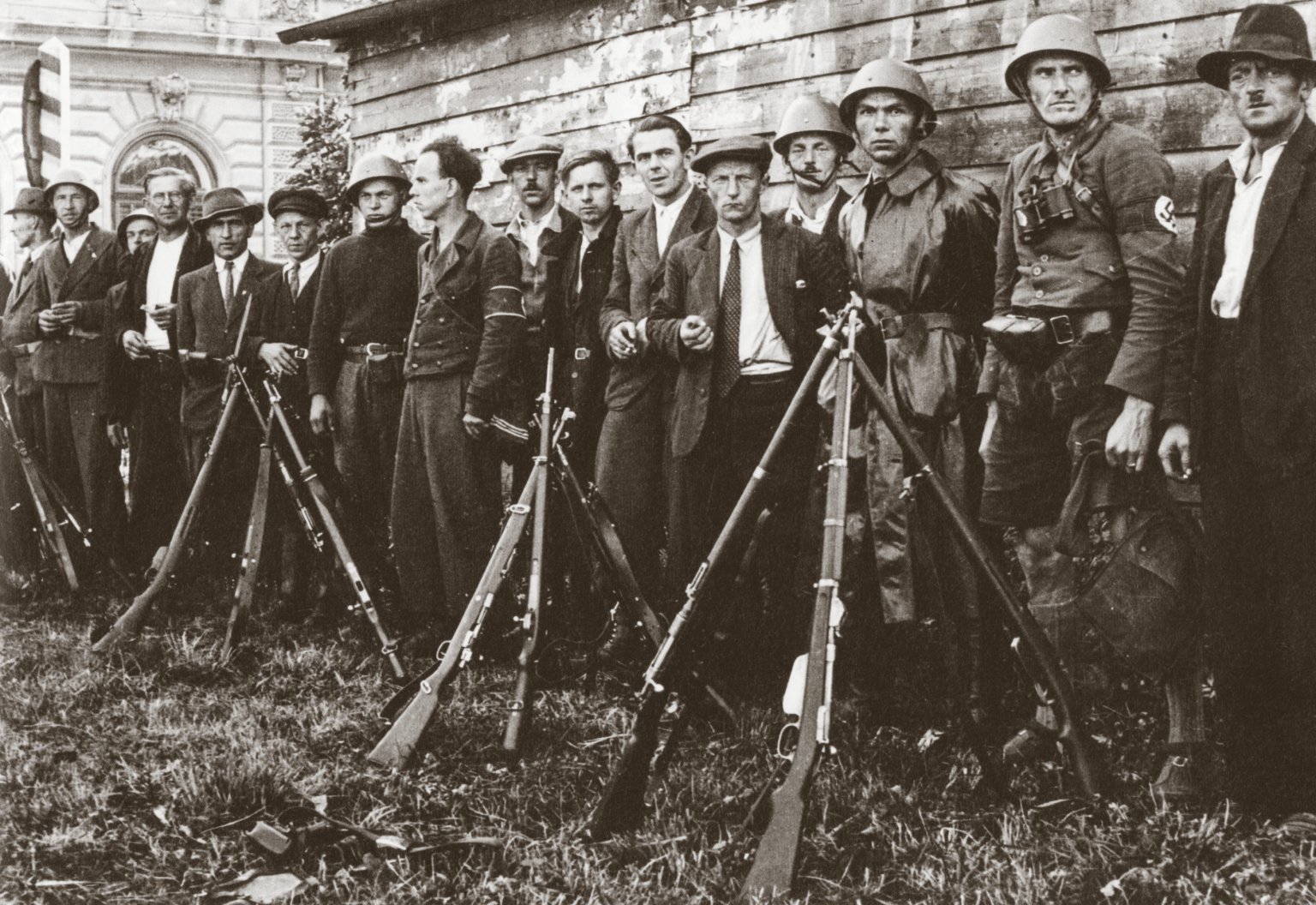
Niemieccy powstańcy w Varnsdorfie z karabinami Mannlicher i vz. 24

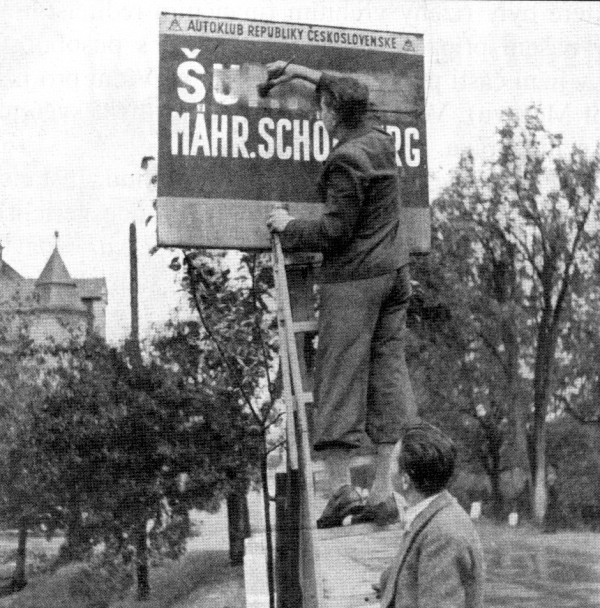
Zamalowywanie czeskich znaków przez sudeckich Niemców

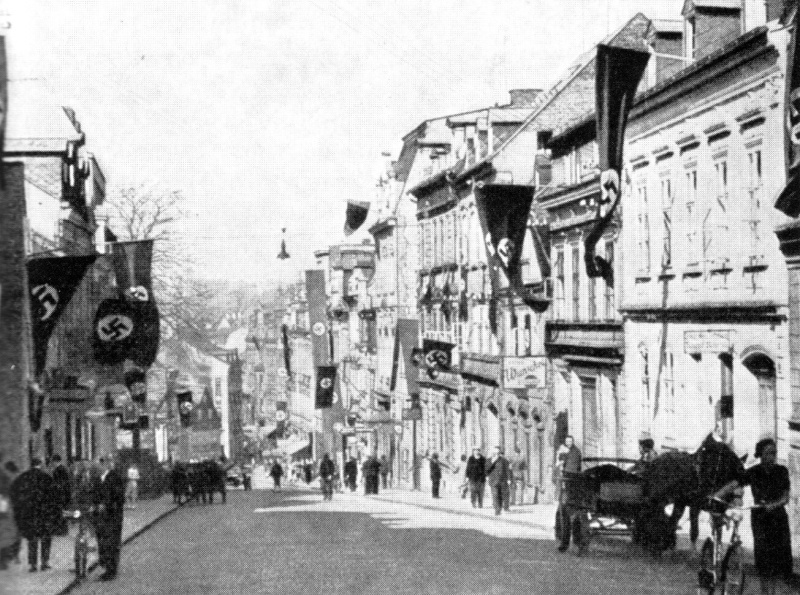
Aš opanowany przez niemieckich powstańców

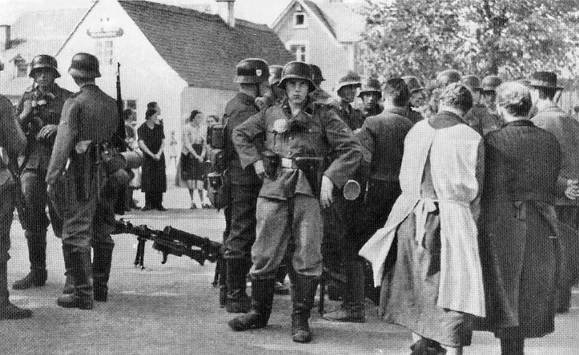
Żołnierze SS w Hazlovie 26 września 1938

Powstanie Niemców sudeckich (cz. sudetoněmecké povstání) – bunt Niemców sudeckich przeciwko władzom czechosłowackim w Kraju Sudetów we wrześniu 1938 roku, kierowany przez zorganizowaną akcję Partii Niemców Sudeckich (SdP) pod przewodnictwem Konrada Henleina, dlatego też powstanie jest również określane jako zamach stanu Henleina (cs. henleinovský puč).
10 września 1938 roku wszystkie organizacje okręgowe SdP otrzymały rozkaz z Norymbergi, aby rozpocząć protesty i prowokacje. 11 września zwolennicy Henleina starli się z czeskimi policjantami i żandarmami w Chebie, Libercu, Teplicach i innych miejscach. Wieczorem 12 września Niemcy sudeccy masowo słuchali przemówienia radiowego Hitlera, w którym oskarżał on Czechosłowację o prześladowanie i uciskanie mniejszości niemieckiej. Przemówienie to wywołało falę przemocy wobec Czechów, Żydów i sudeckich antyfaszystów na pograniczu czesko-niemieckim. Rano 13 września rozpoczęło się zaplanowane wcześniej powstanie zbrojne, którego pierwszymi aktami były takie incydenty, jak starcie w Habersbirku, gdzie odnotowano pierwsze ofiary śmiertelne, których łączna liczba do 15 września wyniosła 37. Do 14 września powstanie zostało częściowo stłumione dzięki ogłoszeniu stanu wojennego, rozmieszczeniu jednostek wojska i Gwardii Obrony Państwa (cs. Stráž obrany státu). Niemniej jednak niepokoje na terenach przygranicznych trwały nadal.
Po nieudanym zamachu stanu, druga faza powstania rozpoczęła się 17 września od działań Sudetendeutsches Freikorps, paramilitarnej organizacji Niemców sudeckich utworzonej w Niemczech. Jej zadaniem było kontynuowanie walki i przeprowadzanie aktów terrorystycznych. Zgodnie z deklaracją czechosłowackiego rządu na uchodźstwie z 1944 roku, Czechosłowacja znajdowała się w stanie wojny z III Rzeszą od 17 września 1938 roku. Po licznych strzelaninach 20 i 21 września rebelia rozgorzała ponownie 22 września, gdy wybuchły zamieszki także na Morawach i Śląsku Cieszyńskim. W niektórych przypadkach oddziały niemieckiej Abwehry, SA i SS otwarcie brały udział w akcjach bojowych, terrorystycznych i sabotażowych.
Władze czechosłowackie odpowiedziały, zabezpieczając granicę z Niemcami. Mobilne jednostki armii wzmocnione lekkimi czołgami LT vz. 35 i samochodami pancernymi przywróciły porządek w Chebie, Frýdlancie, Šluknovie czy Varnsdorfie, co doprowadziło do spadku aktywności powstańczej. Obawiając się odwetu ze strony rządu czechosłowackiego, wielu Niemców sudeckich uciekło przez granicę do Niemiec. Po nasileniu żądań Hitlera, 23 września przeprowadzono mobilizację armii czechosłowackiej. Kilka akcji przeciwpowstańczych musiało jednak zostać odwołanych, ponieważ jednostki wojskowe zajęły pozycje obronne dalej w głąb lądu.
Po podpisaniu traktu monachijskiego (30 września 1938) powstanie dobiegło końca, jednak gwałtowne incydenty zdarzały się sporadycznie nawet w październiku, ostatni we wsi Moravská Chrastová 31 października. 30 września działania bojowe Freikorpsu zostały formalnie zakończone rozkazem nr 30. Mimo to zwolennicy Henleina kontynuowali ataki na wycofujących się Czechosłowaków. 1 października Freikorps wydał rozkaz „eliminacji uciekających lewicowców i Czechów”. Ponad 200 000 osób, głównie Czechów, ale także Żydów i sudeckich antyfaszystów, uciekło z Kraju Sudeckiego w obawie przed rządami nazistów.